# Pandiello (Cangas del Narcea)
Pandiello (oficialmente en asturiano Pandieḷḷu) es una aldea de la parroquia de Larna (Cangas del Narcea). Se encuentra a unos 14 km de la capital del concejo, en la ladera oeste de la sierra el Pando, en el valle del río Narcea, a una altitud de 745 m. 
Se llega ahí por la carretera AS-15, que va desde Cangas del Narcea a La Pescal, donde se cruza el río Narcea por un puente de piedra que entronca con una pista asfaltada que llega al pueblo. Entre su caserío, que conserva buenos ejemplares de casa de piedra con cubierta de losa, se encuentra la capilla dedicada a San Francisco (4 de octubre)